# Tatort: Pumpen
Pumpen ist ein Fernsehfilm aus der Krimireihe Tatort, der erstmals am 6. September 2020 im ORF, im Programm Das Erste und auf SRF 1 ausgestrahlt wurde. Es ist die 1136. Folge der Reihe, der 47. Fall des österreichischen Ermittlers Moritz Eisner und der 23. gemeinsame Fall des Ermittlerteams Eisner/Fellner.

## Handlung
Neben Bahngleisen wird eine männliche Leiche gefunden. Das Opfer wurde von einem Zug überrollt, zunächst wird ein Suizid vermutet. Der Lokführer berichtet den herbeigerufenen Kommissaren allerdings, dass das Opfer noch versucht habe, sich von den Gleisen zu bewegen, dabei aber ungewöhnlich langsam gewesen sei. Es stellt sich heraus, dass das Opfer sediert war, als es auf die Gleise gelegt wurde. Die Ermittler können einen Suizid bald ausschließen.
Die anschließenden Ermittlungen führen Eisner und Fellner in ein Wiener Fitnessstudio mit dem Namen Arnis Fitness. Die Rezeptionistin Susi identifiziert den Toten als Iovan Savic. Dieser war häufig in diesem Studio anzutreffen und offiziell arbeitslos gemeldet. Trotz seiner Arbeitslosigkeit fuhr er einen Aston Martin. Eisner und Fellner suchen im Umfeld von Savic nach einem möglichen Mordmotiv und werden dabei vom Fitnesstrainer Markus Hangl beobachtet. Manfred Schimpf beginnt undercover im Fitnessstudio zu ermitteln, wo er in der Dusche krankenhausreif geschlagen wird, nachdem er in der Umkleide Pillen gefunden hatte. Ein Mordmotiv könnte ein Handel mit verbotenen Substanzen im Schutz des Studios sein, der möglicherweise von einer Gruppe um Enver Basha betrieben wird. Der Verdacht wird durch die Aussage des ehemaligen Polizeikollegen Rainer Kovacs bestätigt, der ebenfalls regelmäßig im Studio trainiert.
Auf dem Notebook von Savic finden sich ca. 200 Mailadressen, die er für sich beim selben Provider angelegt hat. Die Passwörter zu den Mailaccounts finden sich über eine Liste mit Automarken und Modellen aus seinem Spind im Studio. Ein geöffneter Mailaccount enthält eine E-Mail-Korrespondenz mit dem Arbeitsmarktservice (AMS). Eisner vermutet einen groß angelegten Sozialbetrug, der über das Fitnessstudio abgewickelt wurde. Möglicherweise wollte Savic aussteigen und wurde deshalb ermordet. Arni, der Betreiber des Studios, hat für die Tatzeit ein Alibi.
Bei der Suche nach der Identität der Personen hinter der Liste der Mailadressen von Iovan Savic und deren Berechtigung für Zahlungen des AMS erfahren Eisner und Fellner, dass gängige Namen – teilweise unter Identitätsdiebstahl – in Österreich gemeldet wurden, indem gefälschte Mietverträge vorgelegt wurden. Laut AMS erhielten die gemeldeten Identitäten daraufhin eine Mindestsicherung. Eisner und Fellner möchten herausfinden, bei welcher Firma die Personen aus der Liste der Bezieher angestellt waren, bevor sie arbeitslos gemeldet wurden. In der Datenbank des Arbeitsmarktservice sind diese Datensätze jedoch nicht mehr aufzufinden. Später stellt sich heraus, dass Markus Hangls Schwester in der zuständigen Dienststelle des AMS stellvertretende IT-Administratorin ist. Sie hatte also Zugriffe auf die Datenbank. Des Weiteren zeigt sich, dass das Arnis Fitness offiziell mehrere Filialen betrieb, die jedoch nie existierten. Über diese Filialen stellte Arnis Fitness vermeintliche Mitarbeiter an, um sie entlassen und sie damit zum Bezug von Leistungen des AMS berechtigen zu können.
Bei der nächtlichen Observierung des Fitnesstrainers Markus Hangl findet Fellner im Studio zahlreiche e-cards der österreichischen Sozialversicherung. Sie wird dabei von Hangl überrascht. Er überwältigt Fellner, aber im letzten Moment kommt ihr der ehemalige Polizeikollege Rainer Kovacs zu Hilfe und erschlägt Hangl mit einer Hantel. Fellner stellt sich allerdings schon bald danach die Frage, was Kovacs mitten in der Nacht im Studio zu suchen hatte und warum Kovacs Hangl getötet und nicht festgehalten habe, denn als Ex-Polizist müsste er die Methoden dazu kennen. Sie beginnt zu vermuten, dass Kovacs ihre Notsituation als Gelegenheit für sich nutzte, um Hangl vorsätzlich zu töten.
Zur selben Zeit folgt Eisner einer kleinen Gruppe offensichtlich ärztlich behandlungsbedürftiger Albaner in ein Krankenhaus. Die Gruppe war am Wiener Busbahnhof angekommen und hatte dort von Hangl und seinem Handlanger gegen Geld elektronische Karten (e-cards) erhalten, um sich damit im Krankenhaus behandeln zu lassen. Im Krankenhaus nimmt Eisner den Bedürftigen unter deren Protest die elektronischen Karten ab. Eine Ärztin erklärt ihm daraufhin, dass im Krankenhaus jeder behandelt werde, der eine e-card vorweisen könne. Missbrauch der Karten komme selten vor. Wenn diese jedoch missbraucht werden, könnten falsche Gesundheits- und Behandlungsdaten in der elektronischen Gesundheitsakte derjenigen gespeichert werden, deren e-card missbraucht werde.
Eisner und Fellner fahren zu Kovacs’ Wohnung, um ihn wegen seiner nächtlichen Anwesenheit im Fitnessstudio und der Tötung Hangls zur Rede zu stellen. Sie treffen ihn dort zunächst nicht an. Ina, die Frau von Rainer Kovacs, lässt sie herein. Ihr rechter Arm ist gelähmt. Sie erzählt, dass ihr nach einem Autounfall bei der Operation ein für sie falsches Gerinnungsmedikament verabreicht wurde, und dass sie infolgedessen einen Schlaganfall erlitten habe. Die Ärzte konnten vor Gericht beweisen, dass sie keinen Fehler gemacht haben. Ursache für den Behandlungsfehler waren fehlerhafte Daten in der elektronischen Gesundheitsakte (ELGA). Während Ina sich mittlerweile mit ihrem Schicksal abgefunden habe, habe ihr Mann dies nie überwunden.
Eisner und Fellner sind sich nun sicher, dass Rainer Kovacs im Fitnessstudio Arnis Fitness das erste Opfer Iovan Savic, den Fitnesstrainer Hangl und auch den Betreiber Arni als Schuldige an dem Leid seiner Frau ausfindig gemacht hat und sich an ihnen rächt. Sie treffen Rainer Kovacs vor dessen Haus. Er flieht zunächst, überlegt es sich jedoch anders, lässt Moritz Eisner an sich herankommen und bittet Eisner, sich um seine Frau Ina zu kümmern. In der letzten Szene taucht die Leiche des Betreibers Arni in einem geparkten Auto auf.

## Produktion
Gedreht wurde der 23. gemeinsame Tatort-Fall von Eisner und Fellner vom 4. März bis zum 2. April 2019 in Wien und Umgebung. Produziert wurde diese Tatort-Folge von der Allegro Film im Auftrag des Österreichischen Rundfunks. Für den Ton zeichnete Joe Knauer verantwortlich, für das Szenenbild Hubert Klausner, für die Kostüme Christine Ludwig, für das Maskenbild Monika Puymann und Birgit Hirscher und für das Casting Eva Roth.
Für Andreas Kopriva, der zuletzt bei Walking on Sunshine Regie führte, war dies der erste Film aus der Reihe Tatort, ebenso für Drehbuchautorin Karin Lomot und -autor Robert Buchschwenter. Für Darsteller Laurence Rupp war dies nach Familiensache (2007) und Paradies (2014) die dritte Tatort-Folge, 2007 spielte er den Freund von Eisners Tochter. Laurence Rupp und Anton Noori standen zuvor 2017 für den Spielfilm Cops gemeinsam vor der Kamera, für den beide mit dem Österreichischen Filmpreis 2019 ausgezeichnet wurden.

## Rezeption

### Kritiken
Matthias Dell von der Zeit lobte den Wiener Tatort als gelungenen Saisons-Auftakt nach der langen Sommerpause: „Groß ist dieser Krimi nicht zuletzt, weil es ihm scheinbar mühelos gelingt, die ermittelnden Hauptfiguren mit erzählerischem Nebenher zu beschäftigen – also der Bibi und dem Eisner den Stoff zu geben, der über das Abspulen der Fragen nach wann, wo und wem hinausgeht.“
Thomas Gehringer befand bei tittelbach.tv, dass der Fall wie gewohnt vom unterhaltsamen Zusammenspiel der Ermittler und dem hier teilweise besonders makabren österreichischen Zungenschlag lebe. Die Leichen-Bilder eines vom Zug überrollten Mannes seien allerdings grenzwertig.
Wilfried Geldner schrieb im Weser Kurier, dass der von den Kommissaren gewohnte Wiener Schmäh anfänglich noch recht stark ins Kraut schieße. Erst, als beide auf der Suche nach den Hintergründen des Schienenmordes allmählich fündig werden, mache der Smalltalk Ernsterem Platz. Wie eine Zwiebel häute sich die Handlung allmählich und wechsle vom Drogenhandel auf einen Sozialversicherungsbetrug im großen Stil. Zuseher aus Deutschland sollten mit Begriffen wie e-card, Arbeitsmarktservice (AMS) und Mindestsicherung vertraut sein, da es ansonsten leicht verwirre.
Ernst Corinth (RND) urteilte: „Wer schwarzen Humor mag, kann mit diesem Film viel Spaß haben“. Besonders in der ersten Hälfte lebe diese Folge von makabren Szenen, zahlreichen kleinen Gags und dem witzigen Smalltalk der beiden Ermittler. Danach werde es richtig ernst. Dass mal wieder besonders finster blickende Männer vom Balkan als Hauptverdächtige herhalten müssen, sei ein Klischee, dessen sich der Wiener Tatort leider viel zu oft bediene. Ansonsten mache der Film einfach Spaß.
Christian Buß vom Spiegel vergab für diese Folge fünf von zehn Punkten und meinte, dass der Krimi insgesamt an Wumms verliere, je länger die Handlung voranschreite. Die Dialoge würden dünner, die Bilder plakativer. Das funktioniere im Wiener Tatort in der Regel besser. Der im österreichischen Krimi eh schon gut ausgespielte Sarkasmus der Ermittler habe in der neuen Folge eine fast schon athletische Ausprägung.
Die Stuttgarter Nachrichten bezeichneten den Film als würdigen Start in die Tatort-Jubiläumssaison. In dieser Folge reihe sich ein gesellschaftlich relevantes Thema an das nächste. Die brisanten Themen und unerwarteten Wendungen sorgten dafür, dass die Spannungskurve während der knapp neunzig Minuten keine Sekunde abflache. Die Story sei zwar etwas komplexer als vom Wiener Team gewohnt, dennoch könne der Zuschauer dem Erzählstrang mühelos folgen. Trotz der vielen einzelnen Aspekte, die im Fall aufgegriffen werden, verliere die Geschichte nicht an Glaubwürdigkeit. Ein spannender Showdown bringe dann noch einmal eine Extraportion Würze und sorge für einen emotionalen Moment zwischen den beiden Hauptdarstellern, der unter die Haut gehe.
Roland Holzapfel meinte in der Passauer Neue Presse, dass die Folge reichlich Raum für gegenseitige Frotzeleien zwischen Eisner und Fellner und den liebgewonnenen Schmäh biete, der das Miteinander der beiden seit jeher präge. Diese Wiener Melange halte einen Tatort halbwegs in der Spur, der kriminalfilmkritisch betrachtet nicht unbedingt zu den Schwergewichten zähle.
Judith v. Sternburg bezeichnete die Folge in der Frankfurter Rundschau als klassisch spannenden Fall, weniger interessiert dabei an Psychologie als an einem ausführlichen Missetatenmechanismus, dabei mit einem Sinn für Situationskomik und Dialoge. Dem Film gelinge es, hart und zart, ernst und heiter, gemein und weise zu sein, abwechselnd, manchmal gleichzeitig. Die Handlung verzeihe allerdings keine Unaufmerksamkeit.
Birgit Baumann beschrieb die Folge auf DerStandard.at als Saisonauftakt ohne Prickeln. Einschalten sollten Fans des schwarzen Humors, die sich auch mit kleinen Dosen davon zufriedengeben.
Heike Hupertz befand in der Frankfurter Allgemeinen Zeitung, dass die eher schlichte sozialkritische Auflösung für den Wiener Tatort eher ungewohnt sei, der Schluss passe viel eher zu den Fällen der Kölner Kommissare.
Eine Sprecherin des Dachverbandes der Österreichischen Sozialversicherungen bestätigte der Funke-Mediengruppe, dass einige wenige wie im Film dargestellte Fälle der Scheinanmeldungen in den letzten Jahren Gegenstand von Betrugsbekämpfungsmaßnahmen im Bereich der Gesetzgebung waren.

### Einschaltquote
Bei seiner Erstausstrahlung im Ersten am 6. September 2020 hatte der Film eine Reichweite von 8,26 Millionen Zuschauer bei einem Marktanteil von 25,5 %.
Im ORF wurde die Erstausstrahlung von rund 1,1 Millionen Sehern verfolgt, der Marktanteil lag bei 31 Prozent.